# Peachland, British Columbia
Peachland är en ort i Kanada.   Den ligger i provinsen British Columbia, i den södra delen av landet, 3 300 km väster om huvudstaden Ottawa. Peachland ligger 342 meter över havet och antalet invånare är 1 305.
Terrängen runt Peachland är kuperad åt nordväst, men åt sydost är den bergig. Peachland ligger nere i en dal. Närmaste större samhälle är West Kelowna, 15,3 km nordost om Peachland.
Runt Peachland är det mycket glesbefolkat, med 4 invånare per kvadratkilometer.